# クッキー (オウム)
クッキー (Cookie (英) 1933年6月30日 – 2016年8月27日) はオスのクルマサカオウムで、アメリカ合衆国イリノイ州シカゴ市近郊のブルックフィールド動物園 (Brookfield Zoo) で飼育された。同種の鳥類では異例の長命を記録、2015年6月に82歳になると飼育下のオウムで最高齢に達したとされた。また鳥類の寿命の記録でもいちばん長生きの一羽に当たり、世界で最も高齢のオウムとしてギネス世界記録の認定を受ける。
動物園が飼うクルマサカオウムで次に年齢が高い個体は、イギリスの施設 (Paradise Wildlife Sanctuary) にいるメス31歳であった。民間団体世界オウム基金 (World Parrot Trust) の発表では、人が飼う場合の寿命は長くて平均40–60歳とされる。

## 飼育記録
ブルックフィールド動物園のクッキーは2016年時点で、開園当時から飼われてきた唯一の生き物である。1934年にオーストラリアのニューサウスウェールズ州タロンガ動物園からブルックフィールド（英語）の動物園に購入され、その年に1歳になった。
高齢に達するとヒトも動物もかかりやすい疾患として変形性関節症ならびに骨粗相症が知られており、クッキーは2007年に両方を発症していると診断されると治療と栄養改善がほどこされた。ただ骨粗相症の原因には、オウムの必須栄養素の充分な知識がなかった時代に40歳前後まで種子のみ与えた影響が出た模様である。
体調管理のため来園者への展示は週末に限定する時期を経て、2009年に「引退」を迎える。展示ケージに移さない日はクッキーの食欲が回復し態度がいきいきして、ストレスが下がった様子を職員が観察した結果である。そこで同園「木で暮らす鳥の家」Perching Bird House 棟の飼育員室に設けた生活スペースで日々を送らせ、毎年6月恒例のクッキーの誕生祝いなど特別な機会のみ展示することになった。高齢ではあっても2013年時点までは健康状態は落ち着いていると思われていた。
83歳を過ぎた2016年8月27日に死亡 、ブルックフィールド動物園は記念像の除幕式を翌2017年9月に催している。